# Clemensia toulgoeti
Clemensia toulgoeti là một loài bướm đêm thuộc phân họ Arctiinae, họ Erebidae.